# Proraso
Proraso és una coneguda marca d'una de crema d'afaitar italiana. L'empresa la va fundar Ludovico Martelli a Florència en 1926. La crema d'afaitar de Proraso és molt popular a la cultura italiana. Tant, que en la famosa cançó "L'italià" de Toto Cotugno, la lletra esmenta en un fragment con la crema da barba alla menta (amb la crema d'afaitar a la menta). Aquesta és una referència directa a la crema d'afaitar de Proraso, ja que per la seva fórmula mentolada i efecte refrescant ha estat molt popular entre els homes italians; fins i tot en les barberies professionals.
La història de Proraso es remunta fins a 1908, quan Ludovico Martelli va fundar una empresa de cosmètics sota el seu mateix nom. El 1948 el seu fill Piero va entrar a l'empresa. Va ser aquesta la primera vegada quan Proraso va introduir al públic italià la crema miracolosa (crema miraculosa), sent un producte a part de la tradicional crema per afaitar amb brotxa. Aquesta crema miraculosa es podia usar abans de l'afaitat (com un pre-shave) per lubricar la pell i suavitzar la barba, i després d'afaitar com un aftershave per humitejar i calmar la pell de la irritació. La seva famosa crema per afaitar es fa amb una base d'eucaliptus i mentol, els quals produeixen una sensació refrescant a la pell durant l'afaitat alhora que protegeixen contra la irritació.
Avui en dia, 60 anys després, la companyia segueix funcionant sota la direcció de la família Martelli i la seva total línia de productes es ven a tot el món.